# 施瓦茨湖

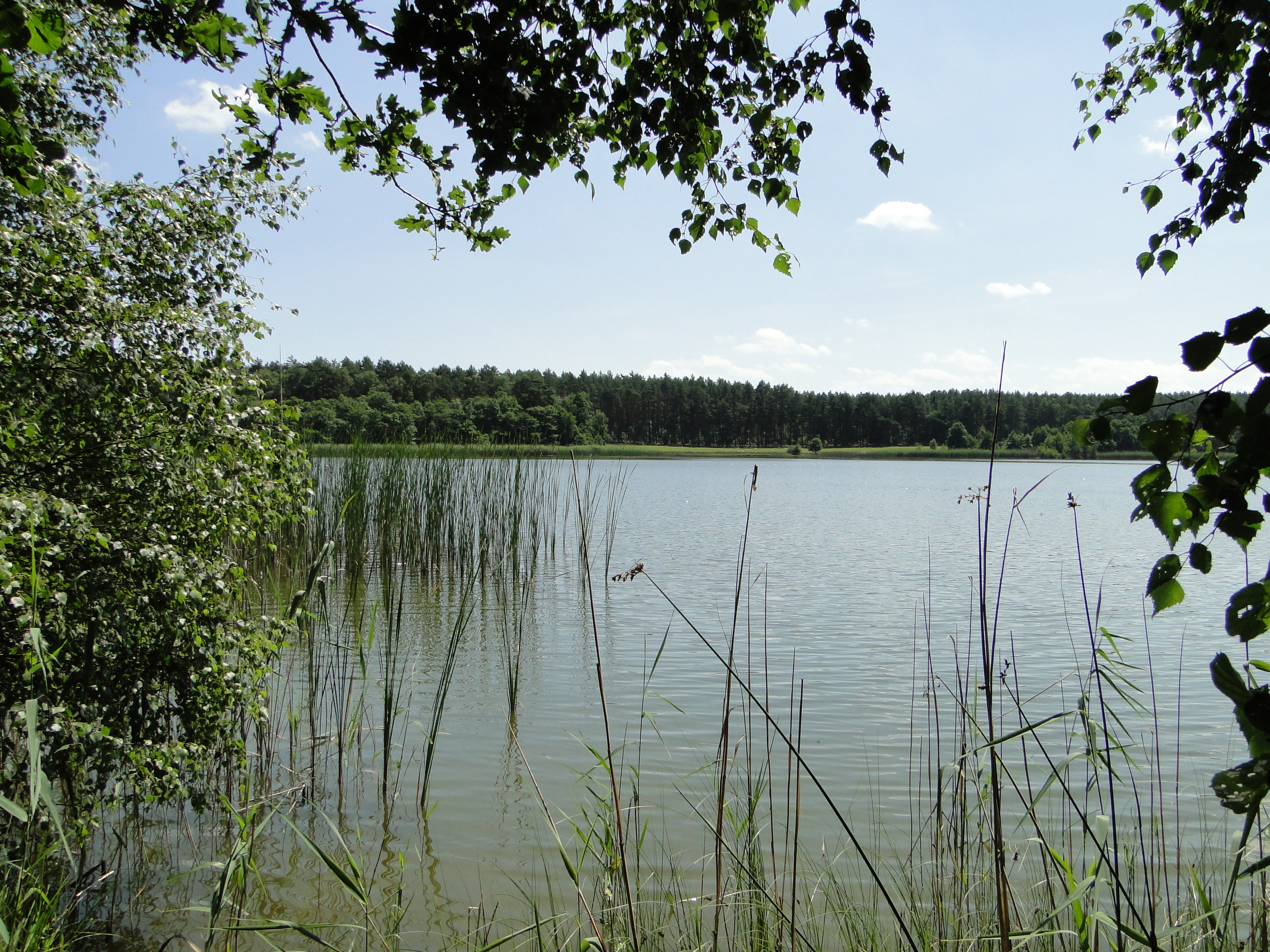

53°37′35″N 12°14′26″E / 53.62632°N 12.24068°E
施瓦茨湖（德語：Schwarzer See），是德國的湖泊，位於該國東北部梅克倫堡-前波美拉尼亞州，由羅斯托克郡負責管轄，長0.9公里、寬0.3公里，面積0.17平方公里，海拔高度50米。